# San Giuliano Milanese
San Giuliano Milanese (San Giuliàn in dialetto milanese, e semplicemente San Giuliano fino al 1893) è un comune italiano di 40 253 abitanti della città metropolitana di Milano in Lombardia. È situato a circa 15 chilometri a sud-est dal centro di Milano.

## Storia
Da Cascina Occhiò, località di San Giuliano Milanese, in epoca romana, passava la via Mediolanum-Placentia, che metteva in comunicazione Mediolanum (Milano) con Placentia (Piacenza) passando da Laus Pompeia (Lodi Vecchio): Cascina Occhiò, in particolare, distava otto miglia da Milano, da cui il nome in latino del centro abitato (Ad Octavum), che esisteva già in questa epoca storica. Il piccolo borgo di San Giuliano si sviluppò poi in età medievale intorno all'omonima pieve, posta sulla strada da Milano a Lodi.
In età Napoleonica, anno 1809, furono aggregati a San Giuliano i comuni di Carpianello e Zivido. Due anni dopo il comune di San Giuliano venne a sua volta soppresso e aggregato a Viboldone. Tutti i centri recuperarono l'autonomia dopo la costituzione del Regno Lombardo-Veneto, anno 1816. All'unità d'Italia, anno 1861, San Giuliano contava 394 abitanti. Nel 1869 il comune di San Giuliano venne aggregato, insieme a Sesto Ulteriano e Zivido, al comune di Viboldone. Nel 1870 a Viboldone venne aggregata anche Pedriano.
Nel 1893 il comune di Viboldone assunse la denominazione di "San Giuliano Milanese".
Dopo la seconda guerra mondiale, San Giuliano ha conosciuto un impetuoso sviluppo demografico ed edilizio, favorito dalla vicinanza a Milano e dalla posizione lungo la Via Emilia. Fra le frazioni di Civesio e Sesto Ulteriano, presso l'uscita dell'autostrada, è sorta una vasta zona adibita ad insediamenti produttivi e logistici.
All'inizio degli anni sessanta ospitava il Laboratorio di Ricerche Elettroniche di Olivetti: proprio qui la società vide i suoi primi sviluppi verso l'elettronica, in collaborazione con la sede di Pisa, nel quartiere di Barbaricina. Nel 2000 San Giuliano Milanese è stata insignita del titolo di città.

### Simboli
Lo stemma e il gonfalone di San Giuliano Milanese sono stati concessi con decreto del presidente della Repubblica del 19 novembre 1968.
Stemma
È rappresentato il campanile dell'abbazia di Viboldone, posta appena fuori dell'abitato, un tempo storica residenza dei monaci Umiliati.
Le due spade d'argento incrociate alludono alla battaglia di Marignano del 1515 combattuta e vinta dalle truppe francesi comandate dal maresciallo Gian Giacomo Trivulzio contro i mercenari svizzeri di Massimiliano Sforza.
Gonfalone

## Monumenti e luoghi d'interesse

### Architetture religiose
- la chiesa di San Giuliano Martire
- la chiesa dei Santi Pietro e Paolo a Borgolombardo, costruita tra il 1952 al 1953 su progetto di Ottavio Cabiati[12]
- la chiesa di Santa Maria delle Nevi a Mezzano, sorge lungo la strada comunale per Melegnano
- la chiesa di Maria Ausiliatrice a San Giuliano Milanese
- la chiesa di Santa Maria a Zivido
- la chiesa di Sant’Ambrogio a Civesio
- la chiesa di Pedriano
- la chiesa di Sesto Ulteriano
- la chiesa di San Carlo a San Giuliano Milanese.

### Architetture civili
- Rocca Brivio
- Palazzina Brivio

## Società

### Evoluzione demografica
Comune di San Giuliano
- 130 nel 1751
- 240 nel 1805
- 741 nel 1809 dopo annessione di Carpianello e Zivido
- annessione a Viboldone nel 1811
- 342 nel 1853
- 394 nel 1861
- annessione a Viboldone nel 1869

Abitanti censiti

### Etnie e minoranze straniere
Al 31 dicembre 2022 gli stranieri residenti erano 7 348, pari al 17,33% della popolazione.

## Geografia antropica

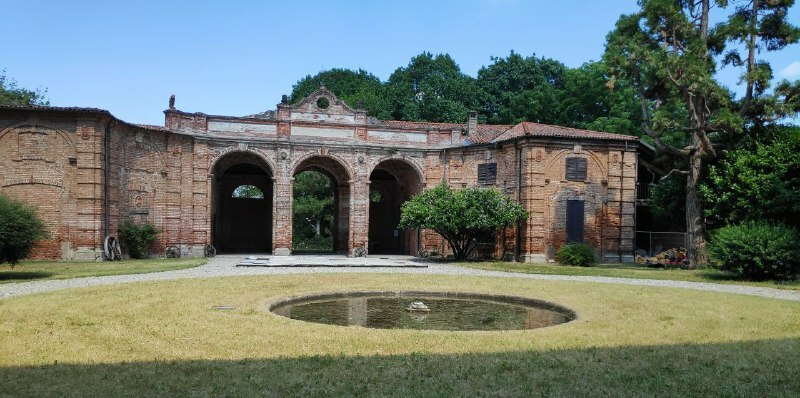
Rocca Brivio (2020)

L'odierno territorio comunale di San Giuliano Milanese è il frutto del più intenso fenomeno di razionalizzazione amministrativa nella Provincia di Milano dopo quello del capoluogo. Sotto il governo austriaco infatti, dentro quelli che sono oggi i moderni confini municipali, esistevano ben 11 comuni diversi ed autonomi fra loro, che si ridussero a 5 nel 1841, e si unificarono nel 1870.
Secondo lo statuto comunale, il territorio comunale comprende le frazioni, nuclei e agglomerati di Borgolombardo, Carpianello, Civesio, Mezzano, Pedriano, San Giuliano, Sesto Ulteriano, Viboldone e Zivido.
Secondo l'ISTAT, il territorio comunale comprende il centro abitato di San Giuliano Milanese, le frazioni di Civesio, Pedriano, Sesto Ulteriano e Viboldone e le località di Cascina Cantalupo, Cascina Castelletto, Cascina Occhiò, Rancate, Cascina Rocca Brivio, Cascina Santa Brera, Sesto Gallo e Montone-Primavera.

## Infrastrutture e trasporti

### Strade

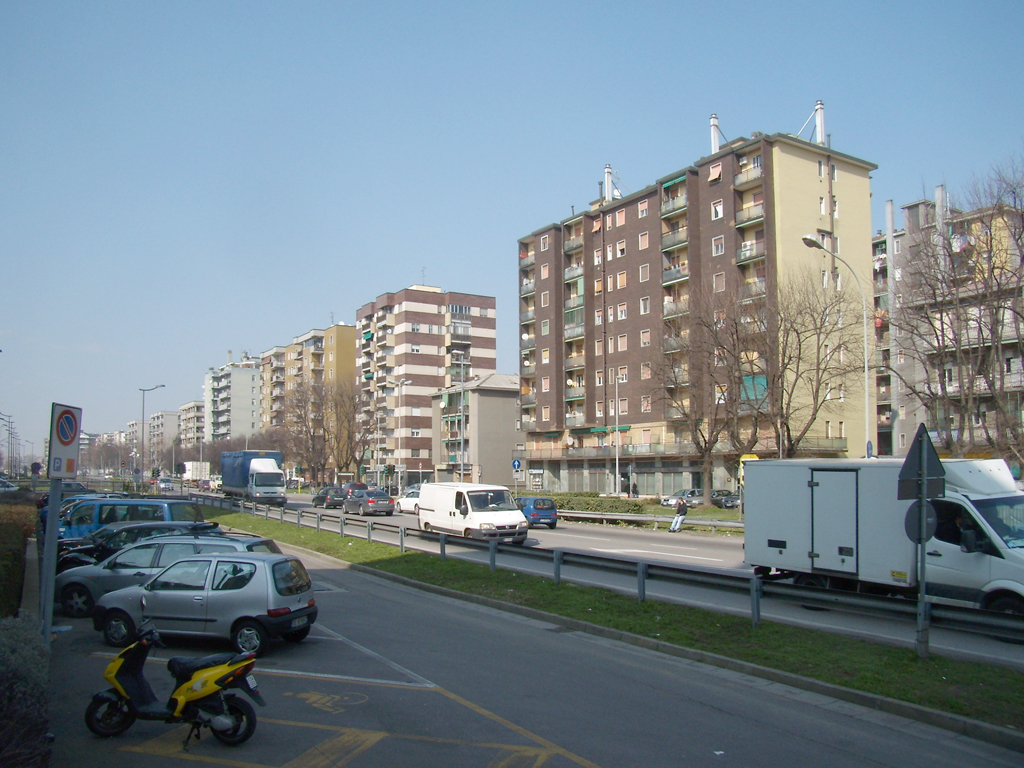
La Via Emilia a San Giuliano

San Giuliano è attraversata da nord-ovest a sud-est dalla strada statale 9 Via Emilia, percorsa da un intenso traffico diretto in gran parte al capoluogo lombardo. Dalla via Emilia si dipartono due strade provinciali, dirette rispettivamente a Locate di Triulzi e Mediglia.
Parallelamente alla via Emilia, alcuni chilometri più ad ovest, corre l'Autostrada del Sole, sulla quale, in località Civesio, è posta l'uscita autostradale di San Giuliano Milanese.
Dall'Autostrada del Sole si dirama, in località Viboldone, la Tangenziale Ovest di Milano, anch'essa con caratteristiche autostradali.

### Autobus
L'area è servita da diverse linee di autobus sub-urbani che si trovano principalmente sulla via Emilia ma non limitatamente. Il comune fa parte della 4 zona del bacino STIBM. Nel area di San Giuliano Milanese troviamo le linee urbane gestite dal comune 
- Linea A (Zivido - Civesio - Sesto Ulteriano)[18]
- Linea B (Centro - Civesio - Sesto Ulteriano).[18]

Le linee gestite da ATM sono:
- 121 (San Donato M3 - San Giuliano Milanese Stazione FS)
- 121 (San Donato M3 - San Giuliano Milanese (via De Nicola)[18]
- 130 (San Donato M3 (Via Marignano) - Ospedale Policlinico San Donato - San Giuliano Zivido)[19]
- 140 (San Donato (via Martiri di Cefalonia) - Sesto Ulteriano - Poasco - Rogoredo Fs)[19]

mentre la linea Z420 (San Donato M3 - San Giuliano - Melegnano - Vizzolo H - San Zenone) è gestita da Autoguidovie. Sul asse della Emilia fanno fermata diversi autobus di STAR MOBILITY per Lodi.

### Ferrovie e tranvie
Parallelamente e limitrofa alla Via Emilia corre la ferrovia Milano-Bologna, aperta al traffico nel 1861.
Sulla linea sono poste due fermate: quella di San Giuliano Milanese, aperta nel 1931, è posta in prossimità dell'antico centro; quella di Borgolombardo, più recente, serve l'omonima frazione, e la frazione Certosa di San Donato Milanese.
Entrambe le fermate sono servite dai treni delle linee S1 (Saronno-Milano-Lodi) ed S12 (Cormano-Cusano - Melegnano) del servizio ferroviario suburbano di Milano.
Il territorio comunale di San Giuliano è attraversato anche dalla linea ad alta velocità Milano-Bologna, attivata nel 1997 e in parte parallela alla linea storica.
Dal 1880 al 1931 San Giuliano fu servita dalla tranvia interurbana Milano-Lodi, che correva lungo la Via Emilia.

## Amministrazione
| Periodo | Periodo   | Primo cittadino      | Partito        | Carica      | Note          |
| ------- | --------- | -------------------- | -------------- | ----------- | ------------- |
| 1857    | 1863      | Eugenio Venini       | Destra storica | Sindaco     |               |
| 1863    | 1865      | Italo Favizza        |                | Sindaco     |               |
| 1976    | 1976      | Gaetano Sangalli     |                | Sindaco     |               |
| 1980    | 1992      | Egidio Gilardi       | PDS            | Sindaco     |               |
| 1992    | 1999      | Virginio Bordoni     | PDS            | Sindaco     | [ 22 ]        |
| 1999    | 2009      | Marco Toni           | DS             | Sindaco     | [ 23 ] [ 24 ] |
| 2009    | 2010      | Luigia Greco         | PD             | Sindaco     | [ 25 ]        |
| 2010    | 2011      | Francesca Iacontini  |                | Commissaria |               |
| 2011    | 2016      | Alessandro Lorenzano | PD             | Sindaco     |               |
| 2016    | 2021      | Marco Segala         | FI             | Sindaco     | [ 26 ]        |
| 2021    | in carica | Marco Segala         | FI             | Sindaco     |               |

### Gemellaggi
- Bussy-Saint-Georges, dal 2002[27][28]
- Curtea de Argeș, dal 2003[27]
- Gravina in Puglia, dal 2013

## Sport
San Giuliano Milanese è stata rappresentata nel calcio da varie società: a livello storico, la maggiore è stata per decenni l'A.S. Sangiulianese, nata nel 1936 e poi consolidatasi incorporando vari altri sodalizi minori; le si affiancavano l'Atletico C.V.S., espressione di Civesio, Viboldone e Sesto Ulteriano (poi fusosi proprio con la Sangiulianese per dar luogo all'Atletico San Giuliano), l'U.S. Zivido, espressione dell'omonimo quartiere (poi unitosi all'A.C.D. Metanopoli di San Donato Milanese costituendo il F.C. Milanese) e la S.S. Borgolombardo, originaria del relativo quartiere. Per decenni nessuna delle predette squadre è stata mai in grado di superare le divisioni dilettantistiche locali: dal 2017 si è però assistito alla crescita del Borgolombardo, che ha dapprima mutato denominazione in Città di Sangiuliano e quindi in Sangiuliano City, riuscendo (con alcune vittorie di campionato e una fusione) ad arrivare fino alla Serie C.
San Giuliano è rappresentata nel basket senior, dal 1998, dalla società A.S. KOR Dilettantistica ottenendo la serie D come massima categoria.